# Anaconda (comics)
Pour les articles homonymes, voir Anaconda (homonymie).
Anaconda est une super-vilaine appartenant à l'univers de Marvel Comics, apparue pour la première fois dans Marvel Two-in-One #64.

## Origine
Blanche Sitzsnki, ouvrière à Pittsburgh, fut sélectionnée par la Roxxon Oil Company pour devenir un agent spécial. Elle subit une transformation biologique destinée à lui conférer diverses propriétés reptiliennes permanentes, plus précisément celles de l'anaconda, qui devint son nom de code.
Sa première mission pour l'Escouade des serpents fut de retrouver la Couronne du Serpent pour le président Jones. Elle devint par la suite mercenaire. Son ancien associé Sidewinder l'intégra à la Société du serpent.
On l'a revue récemment affronter Captain America et être engagée comme mercenaire au sein du Six Pack mis sur pied par G.W. Bridge, pour infiltrer la station Providence (anciennement Greymalkin) de Cable.

### Après l'Invasion Secrète
À la fin de l'invasion des Skrulls, Anaconda et une partie de la Société du serpent furent partie prenante d'une prise d'otage dans l'Ohio. Ils furent facilement maîtrisés par Nova / Richard Rider et les nouveaux Centurions.

## Pouvoirs
- Anaconda possède une force surhumaine lui permettant de soulever 2 tonnes. Sa force de constriction est telle qu'on ne peut s'en défaire.
- Ses jambes et ses bras peuvent s'allonger jusqu'à une fois et demie leur taille normale, lui permettant alors d'enserrer une proie avec une force de 55 kg/cm2.
- Elle possède des branchies et est totalement amphibie.
- Sa faculté de récupération pour des blessures non-mortelles est cinq fois plus rapide que celle d'un homme normal.

## Apparitions dans d'autres médias
- Anaconda apparaît dans l'épisode 13 de la saison 2 d'Avengers : L'Équipe des super-héros et est exprimée par Vanessa Marshall[7].

## Sources
1. ↑  Captain America Vol. 1 #310 (Juillet 1985)
2. ↑  Marvel Two-in-One Vol.1 #64-66 (Mars-Mai 1980)
3. ↑  Iron Man Vol. 1 #160 (Avril 1982)
4. ↑  Captain America Vol. 1 #310 (Avril 1985)
5. ↑  Cable & Deadpool Vol. 1 #7-10 (Septembre-Décembre 2004)
6. ↑  Nova Vol. 4 #19 (Novembre 2008)
7. ↑  (en) « Anaconda Voice » , sur Behind The Voice Actors (consulté le 16 octobre 2024)

- Official Handbook of the Marvel Universe volume 1